# Assaí
Assaí ist ein brasilianisches Munizip im Norden des Bundesstaats Paraná. Es hat 13.797 Einwohner (2022), die sich Assaienser nennen. Seine Fläche beträgt 440 km². Es liegt 570 Meter über dem Meeresspiegel. Assaí ist Teil der Metropolregion Londrina.

## Etymologie
Der japanische Begriff Asahi bedeutet Morgensonne. Die ersten Siedler, die in den 1930er Jahren kamen, stammten aus Japan, so dass die Landerschließungsgesellschaft der neuen Kolonie den Namen Assailand gab.

## Geschichte

### Besiedlung
Assaí entstand und wuchs durch den Kolonisierungsimpuls der BRATAC - Sociedade Colonizadora do Brasil Ltda, die 1932 die Fazenda Três Barras mit 13.600 Alqueires (330 km²) im Munizip São Jerônimo da Serra erwarb. Japanisches Kapital finanzierte die Plantagen und nahm die Produktion ab. Zweck der Gesellschaft war, Einwanderer für die landwirtschaftliche Kolonisierung anzuwerben, sie zu lenken und zu betreuen und sie als Eigentümer in geplanten Siedlungskernen zu organisieren.
Die Besiedlung des Gebiets begann 1932. Es kam eine Gruppe japanischstämmiger Männer aus dem Munizip Jataí, dem heutigen Jataizinho, die von dem fruchtbaren Boden angezogen wurden. Das zuerst erschlossene Gebiet wurde provisorisch besiedelt. Die Siedlung wurde jedoch noch im selben Jahr verlegt, um flachere, leichter bebaubare Flächen für die landwirtschaftliche Nutzung zu bekommen.
Die japanische Gemeinschaft ist direkt mit der Kolonisierung von Assaí verbunden, was sich in den Familiennamen ihrer Gründer widerspiegelt, ebenso wie in der Kolonisierung des gesamten Nordens von Paraná. In keinem von ihnen war sie jedoch so intensiv wie in Assaí. In Assaí werden die japanische Sprache und die Traditionen von Ende der 1930er Jahre gepflegt, als die ersten Siedler hierher kamen. Jahr für Jahr reisen Kinder und Enkel nach Japan, um dort zu arbeiten oder Urlaub zu machen. Wenn sie nach Assaí zurückkehren, stellen sie fest, dass Assaí zum Gedächtnis Japans geworden ist, indem es Gewohnheiten und Traditionen bewahrt, die es in ihrem Herkunftsland nicht mehr gibt.

### Erhebung zum Munizip
Assaí wurde durch das Staatsgesetzesdekret Nr. 199 vom 31. Dezember 1943 aus dem Munizip São Jerônimo da Serra ausgegliedert und selbst in den Rang eines Munizips erhoben. Es wurde am 1. Januar 1944 als Munizip installiert.

## Geografie

### Fläche und Lage
Assaí liegt auf dem Terceiro Planalto Paranaense (der Dritten oder Guarapuava-Hochebene von Paraná). Seine Fläche beträgt 440 km². Es liegt auf einer Höhe von 570 Metern.

### Geologie und Böden
Die Böden bestehen aus Terra Roxa.

### Vegetation
Das Biom von Assaí ist Mata Atlântica.

### Klima
In Assaí herrscht warm gemäßigtes Klima. Assaí hat während des Jahres eine erhebliche Menge an Niederschlägen zu verzeichnen. Das gilt auch für den trockensten Monat. Die Klimaklassifikation nach Köppen und Geiger lautet Cfa. Im Jahresdurchschnitt liegt die Temperatur bei 21,1 °C. Innerhalb eines Jahres gibt es 1424 mm Niederschlag.

### Gewässer
Assaí liegt im Einzugsgebiet des Rio Tibají. Dieser bildet die westliche Grenze des Munizips. An der südlichen Grenze fließt der Rio São Jerônimo zum Tibají. Weitere Flüsse und Bäche sind der Ribeirão São Paulo, der Ribeirão Jataizinho, der Água Bonita, der Ribeirão Peroba und der Ribeirão do Tigre an der Grenze zu den Munizipien São Sebastião da Amoreira und Nova América da Colina.

### Straßen

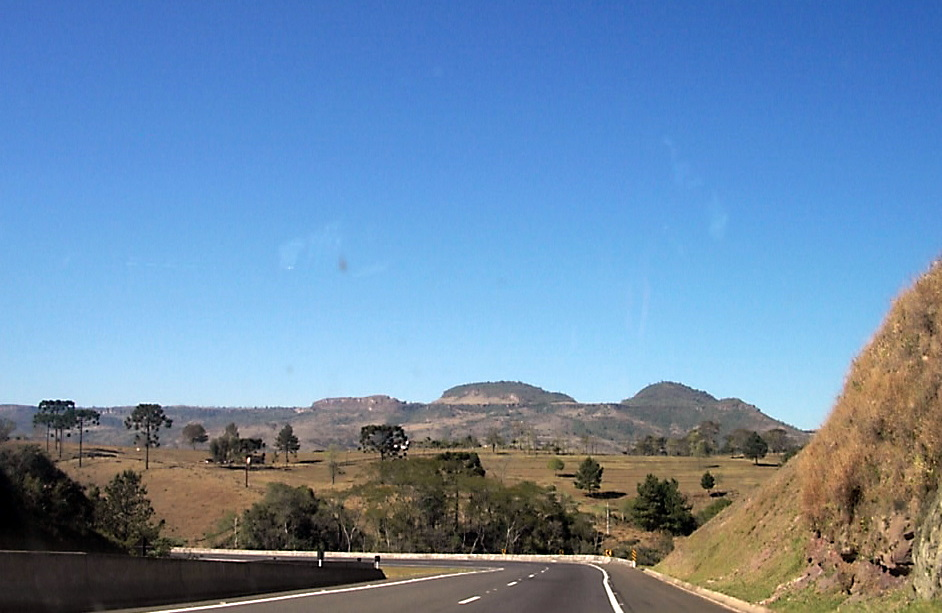
Landschaft an der PR-090 zwischen Jataizinho und Assaí

Assaí liegt an der PR-090. Diese führt nach Norden bis an die Paranapanema-Talsperre Capivara und nach Süden bis Piraí do Sul.

### Nachbarmunizipien
| Ibiporã und Jataizinho | Uraí                                             |                           |
| Londrina               | Kompassrose, die auf Nachbargemeinden zeigt      | Nova América da Colina    |
|                        | São Jerônimo da Serra und Santa Cecília do Pavão | São Sebastião da Amoreira |

## Stadtverwaltung
Bürgermeister: Michel Angelo Bomtempo, PSD (2021–2024)
Vizebürgermeister: Cairo Koguishi, PTB (2021–2024)

## Demografie

### Bevölkerungsentwicklung
| Jahr | Einwohner | Stadt | Land |
| ---- | --------- | ----- | ---- |
| 1950 | 31.346    | 12 %  | 88 % |
| 1960 | 31.884    | 22 %  | 78 % |
| 1970 | 29.090    | 30 %  | 70 % |
| 1980 | 22.098    | 46 %  | 54 % |
| 1991 | 20.325    | 64 %  | 36 % |
| 2000 | 18.045    | 75 %  | 25 % |
| 2010 | 16.354    | 83 %  | 17 % |
| 2022 | 13.797    |       |      |

Quelle: IBGE (2011) und Volkszählung 2022

### Ethnische Zusammensetzung
| Gruppe * | 1991    | 2000    | 2010    | wer sich als …                                                                   |
| --- | ------- | ------- | ------- | -------------------------------------------------------------------------------- |
| Weiße | 58,5 %  | 58,1 %  | 51,7 %  | weiß bezeichnet                                                                  |
| Schwarze | 4,6 %   | 4,6 %   | 3,6 %   | schwarz bezeichnet                                                               |
| Gelbe | 16,1 %  | 15,0 %  | 12,2 %  | von fernöstlicher Herkunft wie japanisch, chinesisch, koreanisch etc. bezeichnet |
| Braune | 20,9 %  | 22,2 %  | 32,5 %  | braun oder als Mischung aus mehreren Gruppen bezeichnet                          |
| Indigene | 0,0 %   | 0,1 %   | 0,1 %   | Ureinwohner oder Indio bezeichnet                                                |
| ohne Angabe | 0,0 %   | 0,0 %   | 0,0 %   |                                                                                  |
| Gesamt | 100,0 % | 100,0 % | 100,0 % |                                                                                  |
| *) Das IBGE verwendet für Volkszählungen ausschließlich diese fünf Gruppen. Es verzichtet bewusst auf Erläuterungen. Die Zugehörigkeit wird vom Einwohner selbst festgelegt. |         |         |         |                                                                                  |

Quelle: IBGE (Stand: 1991, 2000 und 2010)

## Kultur und Sehenswürdigkeiten

### Regelmäßige Veranstaltungen
- Comemoração Cívica: In der ersten Septemberwoche präsentieren sich die Schulkinder vor dem Rathaus von Assaí, machen Aufführungen und singen die Nationalhymne. Am Umzug zum Tag der Unabhängigkeit (7. September) nehmen alle Schulen der Stadt teil.

- Wadaiko und Taiko: die Kunst der japanischen Trommeln wird zum Erhalt der japanischen Traditionen in Assaí gepflegt.

- Expoasa: Die Landwirtschaftsausstellung von Assaí ist eine der ältesten Messen Brasiliens. Sie findet seit 1943 traditionell im Juni statt und lockt Tausende von Besuchern an.

- Bon Odori: Das Fest findet zweimal im Jahr immer nach Sonnenuntergang statt, denn die Geister kommen nur in der Nacht hervor.

- Tanabata – Festival das Estrelas: Das erste Tanabata-Fest in Brasilien fand 1978 in Assaí statt.
- Festa Nordestina de Assaí: das dreitägige Fest wird zu Ehren der Baumwollernte-Arbeiter aus dem Nordosten und ihrer Nachkommen gefeiert.[2]

## Wirtschaft
Die Terra-Roxa-Böden machten in den 1930er und 1940er Jahren Assaí für viele Familien interessant, vor allem aus dem Landesinneren von São Paulo. Der Kaffeeanbau florierte. Das Gebiet war wie der gesamte Norden von Paraná mit Kaffeegrün bedeckt, es war die Phase des Grünen Goldes (Ouro Verde).
Als der große Frost von 1954 die Kaffeeplantagen zerstörte, nahm der Baumwollanbau stark zu und verdrängte nach und nach den Kaffee. Assaí wurde zu einem Zentrum des Baumwollanbaus. In den 1960er Jahren galt es als die Hauptstadt der Baumwolle. Zu dieser Zeit wurden sechs Baumwollmaschinen betrieben. Es war die wirtschaftliche Phase des Weißen Goldes (Ouro Branco).
Dann begannen die Schwierigkeiten in der Landwirtschaft. Die Fröste von 1963 und 1975 vernichteten die Kaffeeplantagen endgültig. In Assaí und in der Region begann eine neue Phase: die Mechanisierung der Landwirtschaft. Soja und Weizen geben den Feldern ein neues Gesicht. Etwa ab 1975 nimmt die Garten- und Obstbauproduktion zu. Assaí beginnt mit der Produktion der italienischen Traube. Das Land verändert sich, die Stadt entwickelt sich mit der Abwanderung der Landarbeiter in die Stadt. Es werden Wohnsiedlungen gebaut, um der steigenden Zahl der Arbeitskräfte für die zunehmende Industrialisierung gerecht zu werden.

## Persönlichkeiten
- Geraldo de Paula Souza (* 1961), römisch-katholischer Ordensgeistlicher und Weihbischof in Niterói
- Renata Costa (* 1986), Fußballnationalspielerin